# Epipedocera rufipennis
Epipedocera rufipennis är en skalbaggsart som beskrevs av Maurice Pic 1922. Epipedocera rufipennis ingår i släktet Epipedocera och familjen långhorningar. Inga underarter finns listade i Catalogue of Life.